# Тунейрас-ду-Уэсти
Тунейрас-ду-Уэсти (порт. Tuneiras do Oeste) — муниципалитет в Бразилии, входит в штат Парана. Составная часть мезорегиона Северо-запад штата Парана. Входит в экономико-статистический микрорегион Сианорти. Население составляет 7204 человека на 2006 год. Занимает площадь 698,870 км². Плотность населения — 10,3 чел./км².
Праздник города — 25 июня.

## История
Город основан в 1960 году.

## Статистика
- Валовой внутренний продукт на 2003 год составляет 62 598 600,00 реалов (данные: Бразильский институт географии и статистики).
- Валовой внутренний продукт на душу населения на 2003 год составляет 7791,71 реалов (данные: Бразильский институт географии и статистики).
- Индекс развития человеческого потенциала на 2000 год составляет 0,707 (данные: Программа развития ООН).